# Gordan Jandrokovic
Gordan Jandroković (Bjelovar, 2 de agosto de 1967) es un diplomático y político croata. Fue ministro de Relaciones Exteriores del 12 de enero de 2008 al 23 de diciembre de 2011. 

## Biografía
Graduado en la facultad de ingeniería civil de Zagreb en 1991 y luego en Ciencias Políticas en 1993, trabajó en el ministerio de Asuntos Exteriores de Croacia antes de ser elegido miembro del Parlamento en 2003 bajo los colores de la Unión Democrática Croata (HDZ) y re- elegido en 2007. Fue nombrado Ministro de Asuntos Exteriores e Integración Europea en enero de 2008 en el Gobierno de Ivo Sanader y reelegido en el de Jadranka Kosor entre 2009 y 2011. También fue vicepresidente del gobierno de décembre 2010 a décembre 2011.